# Maldonado (departement)
Maldonado is een departement in het zuidoosten van Uruguay, gelegen aan de Rio de la Plata. De hoofdstad is de gelijknamige stad Maldonado.
Het departement heeft een oppervlakte van 4.793 km2 en 164.300 inwoners (2011). Maldonado is een van de oorspronkelijke, in 1828 gecreëerde, departementen.
Aan de kust van Maldonado bevinden zich enkele populaire toeristische badplaatsen, in het bijzonder de stad Punta del Este.
Inwoners van Maldonado worden in het Spaans fernandinos genoemd.